# Plies

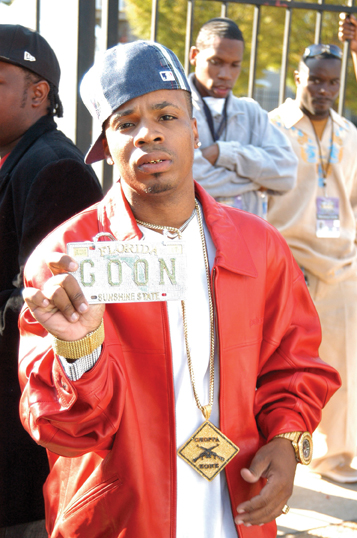
Plies

Algernod Lanier Washington (Fort Myers (Florida), 1 juli 1976), beter bekend als Plies, is een Amerikaans rapper. Tevens is hij samen met zijn stiefbroer Big Gates Records opgericht.

## Discografie

### Albums
- The Real Testament
  - Released: 7 augustus, 2007
  - Label: Slip-n-Slide/Atlantic/Big Gates Records
  - Charts: #2 U.S.
  - Verkochte albums: 520,000
  - Singles: "Shawty", "Hypnotized", "I Am the Club"

- Definition of Real[1]
  - Release: 10 juni, 2008
  - Label: Slip-n-Slide/Atlantic/Big Gates Records
  - Chart Positions: #2 U.S.
  - Verkochte albums: 505,199[2]
  - Singles: "Bust It Baby", "Bust It Baby Pt. 2"

- Da REAList
  - Label: Slip-n-Slide/Atlantic/Big Gates Records
  - Chart Positions: #14 U.S.
  - Verkochte albums: 385,600
  - Singles: "Put it on ya", "Want It Need It"

- Bibliothèque nationale de France: cb15887631h (data)
- Gemeinsame Normdatei: 136734642
- International Standard Name Identifier: 0000 0000 5524 779X
- Library of Congress Control Number: no2007129059
- MusicBrainz: 72f62a4c-0042-49f6-b4dc-2f5b27dd289f
- Virtual International Authority File: 56948558
- WorldCat: E39PBJtxhJHFfrYDXyVxk8RMyd